# Livio Wenger
 Livio Wenger (ur. 20 stycznia 1993 w Kriens) – szwajcarski łyżwiarz szybki, brązowy medalista mistrzostw świata.

## Kariera
W 2018 wystartował na igrzyskach olimpijskich w Pjongczangu, gdzie był między innymi czwarty w starcie masowym. Cztery lata później, na igrzyskach olimpijskich w Pekinie zajął siódme miejsce w tej samej konkurencji, a w biegu na 5000 m był osiemnasty.
Podczas mistrzostw Europy na dystansach w Heerenveen w 2020 roku zdobył brązowy medal w sprincie drużynowym. Na rozgrywanych dwa lata później mistrzostwach Europy na dystansach w Heerenveen zdobył srebro w starcie masowym.
Na rozgrywanych w 2024 mistrzostwach świata na dystansach w Calgary zdobył brązowy medal w starcie masowym. Wyprzedzili go jedynie Belg Bart Swings i Kanadyjczyk Antoine Gélinas-Beaulieu. 